# Colias vauthierii
Colias vauthierii är en fjärilsart som beskrevs av Guérin-Méneville 1830. Colias vauthierii ingår i släktet Colias och familjen vitfjärilar. Inga underarter finns listade i Catalogue of Life.